# 特殊プロダクションカー

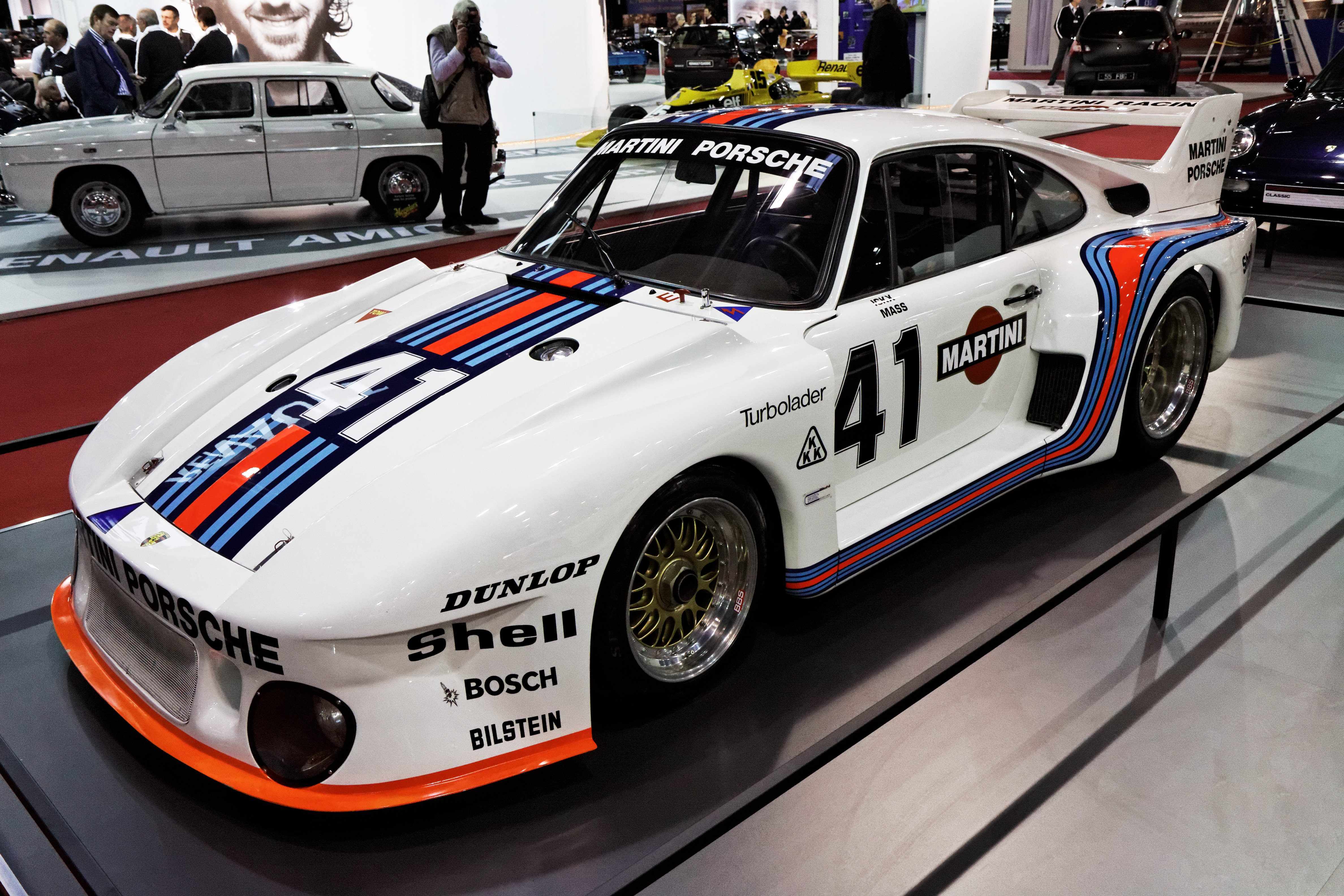
シルエットフォーミュラを代表する車種である、ポルシェ・935

特殊プロダクションカー (とくしゅプロダクションカー、仏: Voiture de Production Spéciales, 英: Special Production Car) は、かつてモータースポーツ用に規定されていた競技用自動車の一類型である。量産乗用車の基本設計を基に競技専用に特別製造されていた。量産車の基本輪郭のみ残したも同然の規定であることから、シルエットフォーミュラ（スーパーシルエット）の異名を持つ。

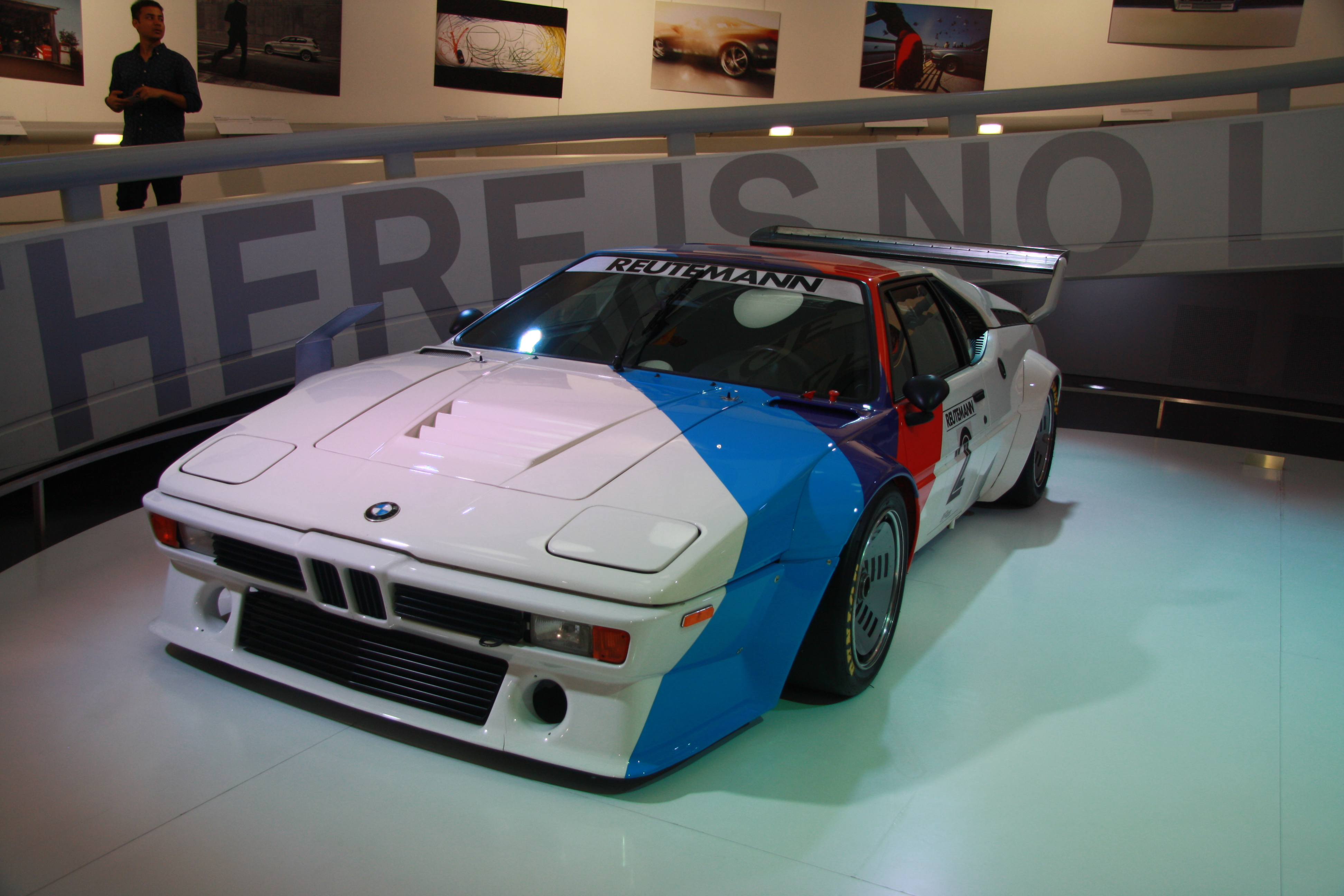
ポルシェに対抗するために開発されたBMW・M1

## 概要
国際自動車連盟の国際モータースポーツ競技規則付則J項に1976年から1981年まで規定されていた。
公認生産車のカテゴリーAにグループ5として属しているが、カテゴリーAの公認車両である量産ツーリングカー (グループ1) からグランドツーリングカー (グループ4) を基にしていれば生産台数の要件はない。
市販乗用車の車体をベースとしているが、大幅な改造のうえにエンジン等はレース専用に設計・製作されたものを使用し、「フォーミュラカー」のような純レーシングカーに、市販乗用車のシルエットだけ残るということから「シルエットフォーミュラ」と呼ばれるようになった。現在ではこのようなレーシングカーの形態は一般的であるが、当時はまだ珍しく、レース業界に衝撃を与えた。

## 歴史
1976年（昭和51年）国際自動車連盟 (以下、FIA) は、それまでスポーツカー (1975年までの試験的競技車カテゴリーBグループ5) で競われていたメイクス世界選手権を、特殊プロダクションカー (以下、シルエットフォーミュラ) で競うことに変更した。
連続24月間内に400台の製造を最低要件とされた市販車のイメージを残すシルエットフォーミュラで、より多くのメーカーの参加を目論んだFIAだったが、意に反しポルシェのワンサイドゲームとなり、決して成功したカテゴリーとはならなかった。
ル・マン24時間レースにも参戦できたが、基本的には二座席レーシングカー (1976年からのレーシングカーカテゴリーBグループ6)の後塵を拝していた。しかし1979年にグループ6勢のトラブルによる脱落もあって、グループ5のポルシェが表彰台独占での総合優勝を果たした。
メイクス世界選手権は1981年から世界耐久選手権となり、対象車両もかつてのスポーツカーの後継類型といえる二座席レーシングカーに変更され、翌1982年には競技車両規定が全面改編され、それと同時にシルエットフォーミュラは廃止された。

## 日本におけるシルエットフォーミュラ

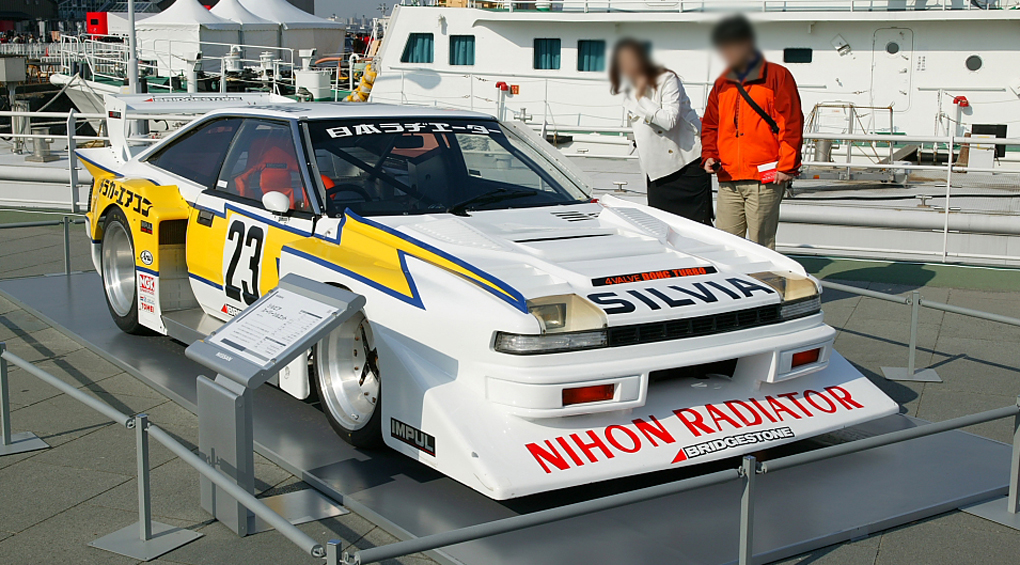
ニチラ シルビア スーパーシルエット S110型をベースにS12型の外装を持つ

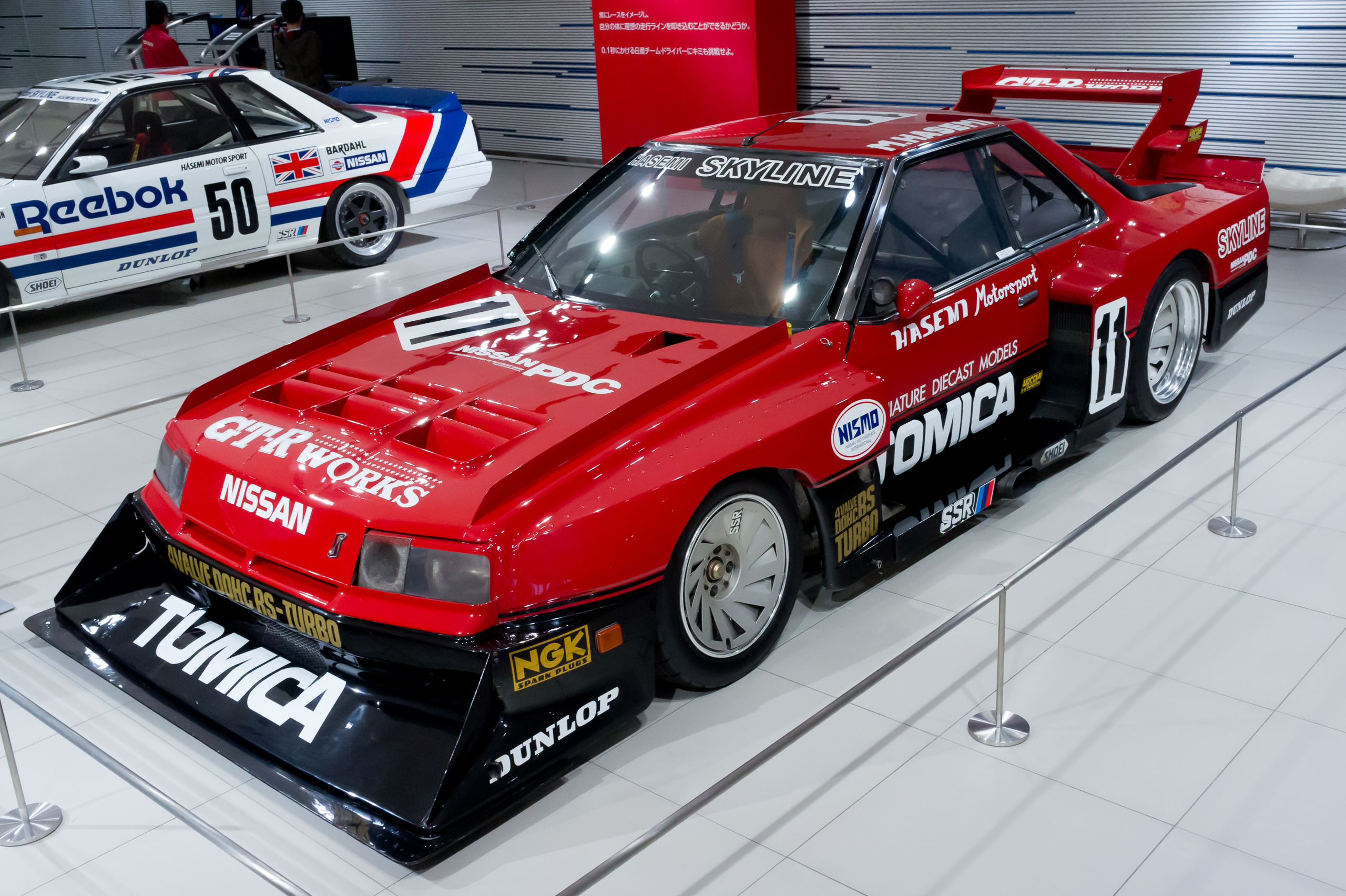
トミカ スカイライン RSターボ (KDR30)

1979年（昭和54年）から富士グランチャンピオンレース（富士GC）のサポートレースとして「富士スーパーシルエットシリーズ」（富士SS）が開始された。当初はTS（特殊ツーリングカー）クラスのマツダ・サバンナRX-3と、GTクラスの日産・フェアレディZがそのまま参戦していたが、ほどなくして日産から710/PA10型バイオレットターボが参戦し、トヨタはトムスがシュニッツァーチューンのRA20系セリカLBターボを輸入して参戦した。その後、日産はS110型シルビア・ガゼールターボを、トヨタは童夢製作のRA40系セリカターボをそれぞれ投入した。
1982年（昭和57年）には、日産はR30型スカイライン（長谷見昌弘）、S110型シルビア（星野一義）、910型ブルーバード（柳田春人）を投入。これら「日産ターボ軍団」とBMW・M1の激突で、富士や筑波サーキットで開催されたスーパーシルエットレースは大いに人気を博した。これがきっかけとなり、日産は1984年（昭和59年）にニッサン・モータースポーツ・インターナショナル（ニスモ）を設立するなど、本格的なワークス活動を再開することになる。
国際的には1982年（昭和57年）を最後にカテゴリが消滅したため、日本におけるスーパーシルエットレースも段階的に縮小し、シリーズ戦は1983年（昭和58年）限りで終了（WEC-JAPANには特認で「GT-JAPAN」クラスが設けられた）。1984年（昭和59年）には2戦だけが開催され、これをもって完全に終焉となった。
その後、1999年（平成11年）に全日本ツーリングカー選手権の後継レースとして「Super Silhouette Car Championship」（SSCC）なるレースが企画されたが、このレースで使われる予定だった「スーパーシルエット」は市販車とは別のパイプフレームシャシを持つなど、むしろストックカーに近く、1980年代のスーパーシルエットとは全く異なっていた。最終的にシリーズ開催は実現せず、マシンもトヨタ・チェイサーベースのプロトタイプ車が製作されるのみに留まった。

### 玩具等
日本では1970年代後半から1980年代前半にかけて、当時のスーパーカーブームに乗る形で田宮模型（現・タミヤ）から多数のシルエットフォーミュラがプラモデル化されたこともあり、当時の年少ファンを中心に人気があった。田宮模型からはポルシェ・935のほか、BMW・320i turbo、ランチア・ストラトスターボ、フォード・カプリ、そして西ドイツのトヨタディーラーがシュニッツァー・モータースポーツにエンジンの製作とチューンを依頼し、ドイツレーシングカー選手権を戦っていたRA20系トヨタ・セリカLBターボがモデル化された。変わったところでは、ランボルギーニ・カウンタック、トヨタ・2000GTをそれぞれ架空のシルエットフォーミュラ化した車両が製品化（前者はフジミ模型、後者は青島文化教材社）されており、トヨタ・2000GTは漫画『サーキットの狼』にも登場している。

## 代表的なベース車両
- ポルシェ
  - 935
- ランチア
  - ストラトス、ベータ モンテカルロ
- BMW
  - 3.5CSL、M1、320i turbo
- フォード・モーター
  - カプリ
- 日産自動車
  - ガゼール、シルビア、スカイライン、ブルーバード
- トヨタ自動車
  - セリカ
- マツダ
  - RX-7